# Leonel Pérez
Leonel Ulises Pérez, (Rafael Castillo, Provincia de Buenos Aires, 9 de agosto de 2004) es un futbolista argentino. Juega de volante defensivo en el Club Atlético Huracán de la Primera División de Argentina.

## Trayectoria
Surgido de las inferiores del Club Atlético Huracán, debutó en Primera en enero de 2025. Rápidamente se afianzó como titular, siendo pieza clave del equipo que llegó a la final del Torneo Apertura.

## Estadísticas

### Clubes
Actualizado al último partido disputado el 19 de marzo de 2025.
| Club | Div.          | Temporada     | Liga  | Liga  | Liga   | Copas Nacionales (1) | Copas Nacionales (1) | Copas Nacionales (1) | Copas Internacionales (2) | Copas Internacionales (2) | Copas Internacionales (2) | Total | Total | Total  |
| Club | Div.          | Temporada     | Part. | Goles | Asist. | Part.                | Goles                | Asist.               | Part.                     | Goles                     | Asist.                    | Part. | Goles | Asist. |
| --- | ------------- | ------------- | ----- | ----- | ------ | -------------------- | -------------------- | -------------------- | ------------------------- | ------------------------- | ------------------------- | ----- | ----- | ------ |
| C. A. Huracán Argentina                                                                                                   | 1.ª           | 2025          | 22    | 0     | 0      | 1                    | 0                    | 0                    | 6                         | 1                         | 0                         | 29    | 1     | 0      |
| Total club | Total club    | Total club    | 22    | 0     | 0      | 1                    | 0                    | 0                    | 6                         | 0                         | 0                         | 29    | 1     | 0      |
| Total carrera | Total carrera | Total carrera | 22    | 0     | 0      | 1                    | 0                    | 0                    | 6                         | 0                         | 0                         | 29    | 1     | 0      |
| (1) Las copas nacionales se refiere a la Copa Argentina. (2) Las copas internacionales se refiere a la Copa Sudamericana. |               |               |       |       |        |                      |                      |                      |                           |                           |                           |       |       |        |